# Victoria Furcoiu
Victoria Furcoiu - Bunica (n. 2 octombrie 1955, Dofteana, Bacău) este o scriitoare română, autoare de literatură pentru copii. Locuiește în Covasna.
Este membră în Uniunea Scriitorilor din România, Filiala Bacău.

## Educație
A urmat Școala Generală din Hăghiac, comuna Dofteana, apoi Liceul de Cultură Generală Târgu-Ocna. A studiat la Școala de Specializare Postliceală din Bacău, secția Obstetrică-Ginecologie (1978-1980).

## Activitate
După absolvirea liceului a lucrat ca profesor suplinitor de istorie și geografie la Școala Generală Hăghiac, în perioada 1974-1975. A fost pedagog școlar la Liceul Real-Umanist din Târgu-Ocna în anul școlar 1975-1976. După absolvirea Școlii Postliceale în 1980 a lucrat ca asistentă de Ginecologie-Obstetrică la Spitalul Orășenesc Câmpia Turzii, din Cluj. În anii 1981-1983 a fost asistentă de Ginecologie-Obstetrică la Spitalul Municipal de Obstetrică-Ginecologie Brașov, iar în 1984-1995 la Policlinica Județeană Brașov. În 1991 a susținut și a promovat examenul de grad principal, iar în 1991 a înființat Cabinetul de Ginecologie-Obstetrică „Gincab” în Brașov, pe care l-a administrat până în decembrie 2010, data pensionării.
A început să scrie cărți pentru copii în 2016, când a devenit bunică. În mai 2017 a avut loc prima lansare de carte pentru primele patru volume din colecția Scrieri pentru copii de la bunica, la Librăria „Șt. O. Iosif” din Brașov. În revista Epifania (Revistă de Dialog Ortodox) au fost publicate zece dintre poeziile incluse în volumul Învățăminte pentru suflet, ediția a III-a.
În perioada 2016-2023 a participat la târgurile de carte de la Brașov, Timișoara, Galați, Giurgiu, Brăila, Chișinău, Piatra Neamț, Târgu-Mureș, Cluj-Napoca, Focșani, Deva, Iași, Roman, Craiova, Hunedoara, Vrancea, unde a avut lansări de carte, concursuri de ghicitori și fabule și ateliere de lucru pentru copii.
Participă anual la Târgul de Carte Gaudeamus. În 2019 a participat la Festivalul Internațional al Cărții „Axis Libri” din Galați. În luna martie 2021, 2022 și 2023 a făcut parte din colectivul de jurizare al Concursului Național de Creație Literară, adresat elevilor între 7 și 14 ani - „Și eu știu să scriu”- organizat de Biblioteca Județeană „Panait Istrati” din Brăila și Asociația Culturală LEVIATHAN, Brăila.
Este membră în Clubul de Literatură pentru copii și tineret „Clipe albastre”, Cenaclul de Literatură și Artă „Luceafărul”, Giurgiu, Salonul Literar Artistic „Artă prin Educație” din Ploiești, Cenaclul literar artistic pentru copii și tineret „Aldebaran” din Giurgiu, Cenaclul literar „Diaspora scrie”, Cenaclul de la Roma.
În 2021 a fost inclusă în volumul al III-lea din Millenarium - Dicționarul enciclopedic al scriitorilor români la începutul mileniului al III-lea.
În 2022 a fost invitată împreună cu Editura Arco Iris la Târgul de Carte cu tematică enciclopedică organizat la Biblioteca Județeană „I. A. Bassarabescu” Giurgiu, unde a lansat trei dintre volumele publicate: Daria și Pufarina, Povești cu umor vindecător și Povești din curtea bunicilor.

## Opere
- Ghicitori pentru copii (Editura Arco Iris, Brașov, 2016)
- Povești nemuritoare în versuri (Editura Arco Iris, Brașov, 2016)[24]
- Povești din curtea bunicilor (Editura Arco Iris, Brașov, 2016)
- Sfaturi educative, deprinderi sănătoase și bune maniere pentru copii (Editura Arco Iris, Brașov, 2016)
- Alfabetul vesel (Editura Arco Iris, 2017)
- Învățăm să măsurăm timpul (Editura Arco Iris, Brașov, 2018)
- Fabule (Editura Arco Iris, Brașov, 2018)
- Vulpea păcălită de urs (Editura Arco Iris, Brașov, 2018)
- Să ocrotim planeta! (Editura Arco Iris, Brașov, 2018)[25]
- Vulpea furăcioasă (Editura Arco Iris, Brașov, 2018)
- Învățăminte pentru suflet, poezii religioase ((Editura Arco Iris, Brașov, 2019)
- Povestiri hazlii (Editura Arco Iris, Brașov, 2019)[26]
- Pățaniile motanului Musli (Editura Arco Iris, Brașov, 2019)[27]
- Capra cu trei iezi supraviețuitori (Editura Arco Iris, Brașov, 2019)
- Teatru pentru copii (Editura Arco Iris, Brașov, 2019)[28]
- Ghicitori pentru cei mai mărișori (Editura Arco Iris, Brașov, 2020)[29]
- Povești cu secrete (Editura Arco Iris, Brașov, 2020)[30]
- Daria și Pufarina (Editura Arco Iris, Brașov, 2022)
- Povești cu umor vindecător (Editura Arco Iris, Brașov, 2022)[31]

### Colaborări
A colaborat la revistele:
- Banchetul - Revista Fundației Culturale „Ion D. Sîrbu”, Petroșani
- Plumb - Revistă de cultură și atitudine, Bacău
- Rotonda valahă - Revistă de literatură, artă și civilizație, Râmnicu Vâlcea
- Epifania - Revistă de Dialog Ortodox, Iași, care apare cu binecuvântarea Înaltpreasfințitului Părinte Teofan, Mitropolitul Moldovei și Bucovinei
- Convorbiri literare (în cadrul rubricii „Curier de ambe sexe”)
- Puffy și prietenii - Revistă pentru copii, București
- Bogdania - Revistă de creație și cultură, Focșani
- Luceafărul din Vale - Revistă de literatură, cultură și artă, Petroșani
- Poezii pentru sufeltul meu - Revistă de literatură, artă și cultură, Montreal, Canada
- Claviaturi - Revistă trimestrială de poezie, Brașov
- Cervantes - Revistă internațională de cultură
- Clubul Artelor Giurgiu XXI
- Lumini stelare - Ploiești (membru în colectivul de redacție)
- Arena literară - București
- Cadran cultural - Bacău
- Steaua Dobrogei - Revistă de cultură, Tulcea

A fost coautoare a antologiileor:
- Vis cu Nichita, vol. XI, Editura Rocart, București, 2020, ediție îngrijită de Anca Elena Călin
- Zbor spre desfrunzite stele - Antologie internațională de poezie, Editura Liric Graph, 2020, ediție îngrijită de Florentina Danu
- Antologia - Campionatul European de Poezie, Editura Liric Graph, Făurei, 2020;
- Antologia scriitorilor români contemporani de pretutindeni, Starpress, Sydney, Australia, Editura Olimpias, 2021, coordonator Ligya Diaconescu
- Universum, Editura Globart Universum, Montreal, Canada, 2020, coordonator Mihaela Ciatloș-Deak
- Antologia - Olimpiada mondială de poezie, ediția a IV-a 2020 - 2021, Editura Liric Graph, Făurei
- Supraviețuitori în izolare, Editura Primus, 2020, Asociația Culturală PRO LIRICA Oradea, coordonator Mihaela Maria Dindelegan
- Antologie literară „Mama - primăvara mea”, Editura Inspirescu, 2021, coordonator Maria Giurgiu, prefață George Terziu
- Zestrea Prințesei Maia, șapte ani de-acasă, Editura Antim Ivireanu, Râmnicu Vălcea, 2021, antologie alcătuită de Silvia și Ioan Barbu
- Antologia poeților și scriitorilor din întreaga lume, Editura Liric Grapf, 2021
- Antologie de texte. Recenzii de cărți - Personalități ale literaturii contemporane. Sincerus verba, vol. III, IV și V, Editura Mircea cel Bătrân, Băile Olănești, 2021
- Lumini de curcubeu în pandemie - Salon Literar Artistic „Artă prin educație”, Editura Amurg sentimental, București, 2021
- Antologie internațională de poezie și proză contemporană - Prefix 050, Editura Liric Grapf, 2021
- Milenarium - Dicționarul enciclopedic al scriitorilor români, la începutul mileniului al treilea, vol. III, 2021, editor George Nicolae Stroia
- Antologie de literatură umoristică Tudor Mușatescu, 2021
- Antologia anotimpurilor - Primăvara, Volumul I, 2022, coordonator Gigica Ivonette Peptănaru

## Diplome
I s-a acordat Mențiunea I la Campionatul european de poezie „Zbor spre desfrunzite stele” (2020) și Premiul II la Olimpiada mondială de poezie 2020, secțiunea Teatru.
În 2017 a primit Diploma de onoare pentru lansarea volumelor de poezii, povești și ghicitori pentru copii, acordată de Fundația Culturală de pe lângă Biblioteca Județeană „Gheorghe Șincai” Oradea.
În 2018 i-a fost acordată Diploma de excelență pentru lansarea colecției de carte pentru copii Scrieri pentru copii, de la bunica, în cadrul Festivalului Internațional al Cărții „Axis Libri”, Ediția a x-a, Galați. Pentru promovarea Concursului de creație literară „Scriitori de ieri, de azi și de mâine” a primit Diplomă de merit.
Tot în 2018 a primit Diplomă de excelență alături de Editura Arco Iris, pentru participarea la prima ediție a Târgului de Carte Libris Neamț, care s-a desfășurat în perioada 16-19 august 2018, la Roman.
În 2019 a primit Diplomă de participare pentru lansarea cărților Povestiri Hazlii, Teatru pentru copii, Ghicitori pentru copii, în cadrul Festivalului Internațional al Cărții „Axis Libri”, Ediția a XI-a de la Galați, iar în luna septembrie Diplomă de excelență pentru participarea la Ediția a IX-a a Târgului Libris Neamț din 12-15 septembrie 2019 de la Piatra Neamț. În octombrie 2019, alături de Editura Arco Iris, i s-a acordat Diploma „Arca lui Gutenberg”, pentru participarea de înaltă ținută editorială la Tărgul de Cărți și Arte Frumoase „Arca lui Gutenberg” din Iași și Diploma de excelență acordată de Biblioteca Județeană „Ovid Densușianu” din Deva, în cadrul Salonului Hunedorean al Cărții Deva, pentru prezența remarcabilă în producția editorială românească.
Fundația Social-Culturală „Miorița”, Liga Scriitorilor din Vrancea, Revista și Editura „Salonul literar” i-au acordat Premiul special al juriului la secțiunea Poezie pentru copii, în cadrul Festivalului Internațional de Creație „Vrancea literară” pentru anul 2021.
A primit Diploma Meritul Cultural în cadrul Proiectului-concurs internațional de creație literar-artistică „Eminescu, un vis în așteptare”, ediția 2021-2022, inițiat și organizat de Uniunea Ziariștilor Profesioniști din România, Filiala „Valeriu Braniște” Timiș, împreună cu Asociația Cultural-Umanitară „Luceafărul de Vest” Timișoara.